# Esercizio anaerobico
Un esercizio anaerobico, nelle scienze motorie, è un tipo di esercizio ginnico-condizionale in cui la risintesi dell'ATP avviene in assenza di ossigeno.

## Descrizione
Fisiologicamente un esercizio anaerobico rimane tale fino a quando le scorte di glicogeno muscolare sono sufficienti a consentire la ri-trasformazione dell'acido piruvico in ATP.
A livello energetico un esercizio anaerobico è certamente meno efficiente, ma sicuramente più efficace di un esercizio aerobico: l'aumento della massa muscolare ha il vantaggio di portare il corpo a bruciare maggiore energia nelle fasi di riposo in quanto le aumentate cellule dei muscoli richiedono energia aggiuntiva per tutte le ore di riposo. Questo porta a tendere ad una riduzione della massa grassa, il che può risultare più efficace dell'esercizio aerobico che, se praticato male, può portare ad una perdita di massa muscolare invece che alla riduzione della massa grassa.

## Ginnastica anaerobica
La ginnastica anaerobica nasce nell'antica Roma dai lottatori e dai più forti gladiatori che si allenavano con i pesi per aumentare la forza muscolare. Oggi questo tipo di ginnastica è praticata nella cultura fisica e nel culturismo. Si può definire come: attività atletica ad alto carico di sforzo e ad alta intensità che consuma più ossigeno di quanto ne solleciti l'assunzione. Poiché pone l'organismo in debito di ossigeno, la sua durata non può essere molto prolungata. Sviluppa soprattutto un'eccellente condizione di forza muscolare. La cultura fisica è la tipica attività anaerobica. Solitamente si consiglia nei casi di aumento della forza e ipertrofia muscolare.